# Archidemis
Archidemis là một chi bướm đêm thuộc phân họ Tortricinae của họ Tortricidae.

## Các loài
- Archidemis anastea Diakonoff, 1968